# Арсурі (Горж)
Арсурі (рум. Arsuri) — село у повіті Горж в Румунії. Входить до складу комуни Скела.
Село розташоване на відстані 233 км на захід від Бухареста, 13 км на північ від Тиргу-Жіу, 100 км на північний захід від Крайови.

## Населення
За даними перепису населення 2002 року у селі проживали 207 осіб, з них 205 осіб (99,0%) румунів. Усі жителі села рідною мовою назвали румунську.